# Мальчевський Леонід Антонович
Мальчевський Леонід Антонович (25 грудня 1923, с. Сарнівка, Волинська губернія — 10 лютого 2024) — музичний педагог, музикант-кларнетист, диригент, керівник дитячого духового оркестру «Фанфари» та учасник Другої світової війни.

## Біографія
Леонід Антонович Мальчевський народився в ніч з 24 на 25 грудня 1923 року в с. Сарнівка (нині — Житомирський район, Житомирщина) в родині музиканта. Початкову музичну освіту здобув у батьківському оркестрі. В 1934 році спочатку батько, а потім вся сім'я переїхала до Гостомеля, де проживала і під час Другої світової війни. В 1951 р. закінчив Київське музичне училище, в 1968 р. — Державний педагогічний університет ім. М. Горького за спеціальністю кларнетист, диригент духових оркестрів. Займався у Київській консерваторії і прослухав практикум для керівників дитячих оркестрів на Саратівських однорічних курсах, організованих Міністерством оборони, в 1970—1980 рр. викладав у школах мистецтв м. Києва № 1, 2, 3.
Після виходу на пенсію в 1985 р. переїхав до Гостомеля і заступив батька на посаді керівника місцевого оркестру. На Приірпінні Леонід Мальчевський працював у Бучанській школі-інтернаті, був керівником духового оркестру підліткового клубу «Мрія» при профсоюзному комітеті Гостомельського склозаводу, проводив заняття в Ірпінській музичній школі. З 1995 року очолював оркестр «Фанфари» Центру творчості дітей та юнацтва м. Ірпінь. Професійна діяльність Л. А. Мальчевського відзначена численними подяками, грамотами і нагородами, найважливіші з яких звання Відмінника освіти, почесного громадянина Гостомеля, орден кавалера Почесної відзнаки «Георгія Побідоносця золотий хрест з бантом», орден та грамота «За заслуги перед Збройними Силами України», медаль Міністерства оборони за вагомий внесок у поповнення особового складу військових оркестрів України.